# Мори Комацумару
Мори Комацумару (яп. 毛利幸松丸 , «моори комацумару»; 1515 — 25 августа 1523) — самурайский полководец средневековой Японии периода Сэнгоку. Правитель провинции Аки (совр. префектура Хиросима). 16-й председатель рода Мори. Племянник Мори Мотонари.

## Биография
Море Комацумару родился в 1515 году в провинции Аки. Из-за внезапной смерти своего отца, он унаследовал главенство в семье Море в 2 года. Опекунами малолетнего главы был назначен его дядя — Мори Мотонари и дед по материнской линии — Такахаси Хисамицу.
В 1523 году 9-летний Комацумару, принял протекторат северного соседа, рода Амаго, принял участие в штурме замка Кагамияма в провинции Аки, принадлежавший семье Оути. Однако после возвращения из похода малолетний глава Мори умер от болезни. По преданию, Комацумару отказывался придерживаться самурайской традиции — посещения трофейных голов вражеских командиров, однако вассалы насильно заставили парня созерцать их, от чего тот потерял сознание. Сердце юного Мори не выдержало зрелища с окровавленными головами.
Поскольку Комацумару не имел детей, место главы рода Море занял его опекун — Мори Мотонари.
Существует версия, что 9-летний правитель был убит сторонниками Мотонари. Последние также пытались убрать всех возможных претендентов на председательство. Дед Комацуру и второй опекун Такахаси Хисамицу погибли при загадочных обстоятельствах в бою. Сын покойного, Такахаси Окимицу, который унаследовал должность от отца был забит своим дядей Такахаси Моримицу. Последний, хотя и действовал на заказ Мотонари, погиб от руки своего же заказчика «за совершение мятежа против законного главы рода Такахаси». Таким образом, род Такахаси, потеряв всех претендентов на председательство, перестал существовать. Кроме этого, младший брат Такахаси Хисамицу и Моримицу, Хондзё Цунемицу, который контролировал серебряный рудник Ивами Гиндзан, был ликвидирован людьми Мотонари.